# Necrophila formosa
Necrophila formosa es una especie de escarabajo carroñero del género Necrophila, categorizada en la tribu Silphini, de la subfamilia Silphinae. Fue descrita por Laporte de Castelnau en 1832.

## Distribución
Se distribuye por Asia: Indonesia (Sumatra, Java), Laos, Malasia, Tailandia y Vietnam.